# Síndrome post-cures intensives
La síndrome post-cures intensives (SPCI) descriu una col·lecció de trastorns de salut que són comuns entre els pacients que sobreviuen a malalties crítiques i de cures intensives. Generalment, la SPCI es considera diferent de les deficiències que experimenten els que sobreviuen a malalties crítiques i de cures intensives després de lesions traumàtiques i cerebrals. El rang de símptomes que descriu la SPCI es troba en tres grans categories: deteriorament físic, deteriorament cognitiu i deteriorament psiquiàtric. Una persona amb SPCI pot presentar símptomes de les tres categories o només una.
Les millores en la supervivència després d'una malaltia crítica han portat a investigacions centrades en els resultats a llarg termini per a aquests pacients. Aquesta millora de la supervivència també ha comportat el descobriment de discapacitats funcionals importants que pateixen molts supervivents de malalties crítiques. Com que la majoria de la literatura en medicina de cura crítica se centra en els resultats a curt termini (per exemple, la supervivència), la comprensió actual de les SPCI és relativament limitada. La sedació i la immobilització prolongada semblen ser temes habituals entre els pacients que pateixen la SPCI.
El terme SPCI va sorgir cap al 2010, almenys en part, per sensibilitzar sobre les importants disfuncions a llarg termini derivades del tractament a la unitat de cures intensives (UCI). La consciència d'aquestes discapacitats funcionals a llarg termini està creixent i s'està fent investigacions per tal d'aclarir encara més l'espectre de les discapacitats i trobar maneres més efectives de prevenir aquestes complicacions a llarg termini i de tractar amb més eficàcia la recuperació funcional. La major consciència en la comunitat mèdica també ha posat de manifest la necessitat de més recursos hospitalaris i comunitaris per identificar i tractar de manera més eficaç els pacients que pateixen la SPCI després de sobreviure a una malaltia crítica.